# Ceraegidion dorrigoensis
Ceraegidion dorrigoensis är en skalbaggsart som beskrevs av Mckeown 1937. Ceraegidion dorrigoensis ingår i släktet Ceraegidion och familjen långhorningar. Inga underarter finns listade.